# موشوكيات
الموشوكيات (الاسم العلمي: Mochokidae) هي فصيلة من الأسماك تتبع رتبة سلوريات الشكل من طائفة شعاعيات الزعانف.

## الأجناس
- الموشوك
- المشفهة